# 亞瓜拉龍屬
亞瓜拉龍屬（學名：Yaguarasaurus）是滄龍科的一屬，生存於白堊紀晚期（土侖階）的南美洲哥倫比亞。
化石是一個天然狀態的頭顱骨、數節脊椎、一些肋骨，化石發現於哥倫比亞的Villeta組地層。在1994年，哥倫比亞古生物學家兼José Royo y Gómez地質博物館的前館長María Páramo將這些化石進行敘述、命名，模式種是哥倫比亞亞瓜拉龍（Y. columbianus）。
亞瓜拉龍的頭顱骨長度為47公分，身長被估計約5公尺。亞瓜拉龍是羅塞爾龍、特提斯龍的近親，這是一群羅塞爾類科（Russellosaurina）的原始物種，介於海王龍亞科與扁掌龍亞科之間。
亞瓜拉龍屬於滄龍科，滄龍科是一群白堊紀中晚期的海生爬行動物，廣泛分布於全球，但南美洲之前只有發現零碎的化石。亞瓜拉龍是目前化石最完整的南美洲滄龍科。

## 下属物种
本属包括以下物种：
- 哥倫比亞亞瓜拉龍 Yaguarasaurus columbianus Páramo, 1994
- Yaguarasaurus regiomontanus Rivera-Sylva, Longrich, Padilla-Gutierrez, Guzmán-Gutiérrez, Escalante-Hernández & González-Ávila, 2023[4]

## 外部連結
- （英文）Oceans of Kansas （页面存档备份，存于）
- （英文）Paleobiology Database: Yaguarasaurus （页面存档备份，存于）